# Zemský okres Börde
Zemský okres Börde (německy Landkreis Börde) je zemský okres v německé spolkové zemi Sasko-Anhaltsko. Sídlem správy zemského okresu je město Haldensleben. Má přibližně 174 tisíc obyvatel. 

## Města a obce
Města:
1. Gröningen
2. Haldensleben
3. Kroppenstedt
4. Oebisfelde-Weferlingen
5. Oschersleben
6. Wanzleben-Börde
7. Wolmirstedt

Obce:
1. Altenhausen
2. Am Großen Bruch
3. Angern
4. Ausleben
5. Barleben
6. Beendorf
7. Bülstringen
8. Burgstall
9. Calvörde
10. Colbitz
11. Eilsleben
12. Erxleben
13. Flechtingen
14. Harbke
15. Hohe Börde
16. Hötensleben
17. Ingersleben
18. Loitsche-Heinrichsberg
19. Niedere Börde
20. Rogätz
21. Sommersdorf
22. Sülzetal
23. Ummendorf
24. Völpke
25. Wefensleben
26. Westheide
27. Zielitz